# Alles-of-nietsorder
Een alles-of-nietsorder of (Engels) all-or-none order (kortweg AON-order) is een opdracht tot aankoop of verkoop van effecten die in zijn geheel in één keer vervuld moet worden. Lukt dat niet, dan blijft de order bestaan. 
Een alles-of-nietsorder hoeft overigens niet tegen één tegenpartij of tegen één prijs uitgevoerd te worden. Eén alles-of-nietsverkooporder voor 1000 aandelen kan bijvoorbeeld gekoppeld worden aan meerdere kleinere aankooporders, eventueel tegen verschillende prijzen. Dat moet echter wel allemaal op één tijdstip gebeuren en de prijzen moeten wel aan de limiet voldoen (vergelijk limietorder).
Wanneer de order niet in zijn geheel voldaan kan worden, wordt de order niet uitgevoerd en blijft de order bestaan. Een variant is de fill-or-kill-order, die wél vervalt als de order niet direct uitgevoerd kan worden.